# 矢野站
矢野站（日语：／ Yano eki */?）是位於廣島縣廣島市安藝区矢野西一丁目32番1號，西日本旅客鐵道（JR西日本）的吳線車站。為廣島市內唯一吳線車站。車站編號為JR-Y05。

## 歷史
- 1903年（明治36年）12月27日 - 官設鐵道海田市站至吳站之間開通，此站啟用。
- 1904年（明治37年）12月1日 - 路線租借給山陽鐵道，成為山陽鐵道車站。
- 1906年（明治39年）12月1日 - 隨著山陽鐵道被國有化（日语：鉄道国有法），再次成為官設鐵道車站。
- 1909年（明治42年）10月12日 - 制定路線名稱，成為吳線車站。
- 1963年（昭和38年）2月1日 - 終止貨物起卸業務。
- 1975年（昭和50年） - 隨著車站所在地矢野町（日语：矢野町）編入至廣島市，此站成為JR特定都區市內制度中的廣島市內車站。
- 1978年（昭和53年）12月18日 - 鋼筋混凝土製的地面車站大樓（第二代）落成。
- 1987年（昭和62年）4月1日 - 伴隨國鐵分割民營化，車站由西日本旅客鐵道（JR西日本）營運。
- 1990年（平成2年）4月 - 開設綠色窗口。
- 2004年（平成16年）10月16日 - 成為快速「安藝路快車」的停車站。
- 2005年（平成17年）10月1日 - 成為快速「通勤快車」的停車站，此站所有定期列車均停站[注 1]。
- 2007年（平成19年）
  - 7月3日 - 臨時車站大樓開始使用，第二代車站大樓停止使用。車站內設置了可支援ICOCA的自動閘機。
  - 9月1日 - 此站開始可以使用IC卡「ICOCA」。
- 2008年（平成20年）4月19日 - 跨站式站房（第三代）暫時開始使用[1]。於閘口處新設LED發車標。閘外行人通道落成。車站大廈Aista（日语：中国SC開発）矢野開業。
- 2009年（平成21年）1月18日 - 跨站式站房（第三代）和站前廣場全面開始使用。
- 2010年（平成22年）- 此站的管理車站由吳站變為西條站。
- 2018年（平成30年）
  - 7月6日 - 發生雨災使車站暫停營業。
  - 8月2日 - 坂站至海田市站之間重開[2][3]。
- 2020年（令和2年）
  - 3月1日 - 綠色窗口結業。
  - 3月2日 - 綠色售票機+（日语：みどりの券売機プラス）開始運作。

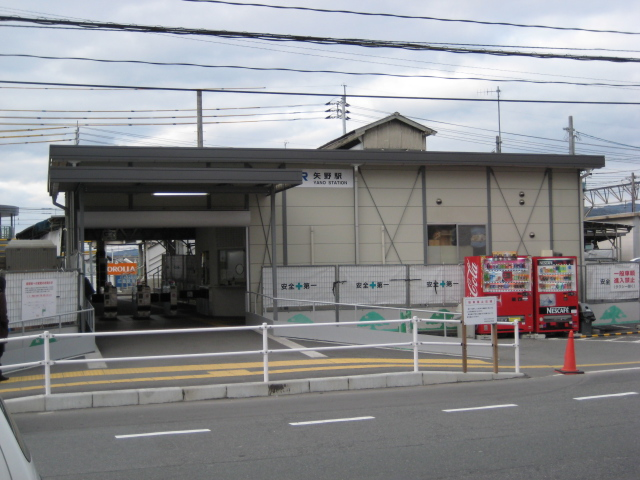
在2007年至2008年之間使用的臨時車站大樓 （2008年2月18日）
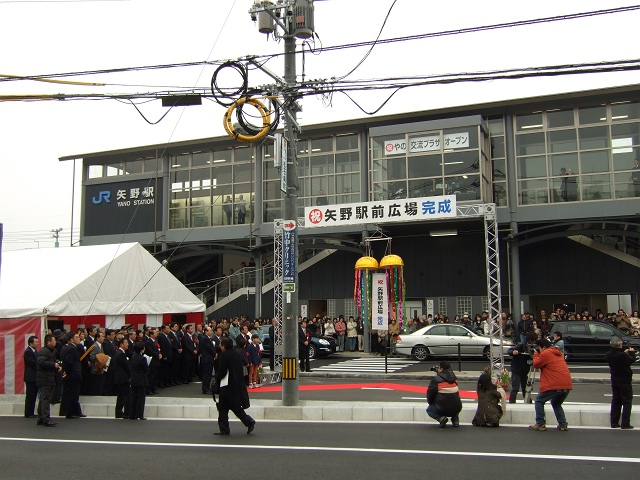
現時車站大樓前的廣場完成典禮（2009年1月18日）

## 車站構造
車站是一座地面車站，設有2面2線的相對式月台，可進行列車交會。車站內設有跨站式站房，可連接車站南北兩處。車站大樓內設有自動售票機和自動閘機。於閘口附近設有便利店「7-11」。在車站大樓內靠近站前廣場（南出口）一方，設有畫廊「矢野交流廣場」。另外，車站大樓內設有無障礙設施，月台與閘外行人通道之間（南出口、北出口）共有4台升降機。
此站是由西條站管理的直營車站）。此站位於JR特定都區市內制度中，「廣島市內」的車站，同時為吳線「廣島市內」最南車站。此站可使用ICOCA與其可互相使用的IC卡。在車站印章中的主題是「最接近日本第一熊野筆產地的車站」。

### 月台
| 月台 | 路線 | 上下行 | 方向             |
| ---- | ---- | ------ | ---------------- |
| 1    | 吳線 | 上行   | 吳、竹原方向     |
| 2    | 吳線 | 下行   | 海田市、廣島方向 |

### 車站大樓概要
現時車站大樓的設計主題，是採用了曾經在矢野地區的代表產業「髢」的曲線，以及古老町屋。在車站內（南出口）設有矢野站大廈Aista矢野，大廈第1層設有超級市場FRESTA 「小菜工房 矢野店」，第2層設有Futaba圖書JR矢野站前店和牙科醫院。
在部分跨站式站房開始使用後，工程仍然繼續，以進行未完成的車站大樓部分、站前廣場和矢野交流廣場。最後在2009年完成並開始使用。
矢野交流廣場是位於車站大樓2樓靠近站前廣場（南出口）一方，於閘外行人通道的左右位置。該處設有矢野地區的居民和兒童的作品，以及展示了矢野的歷史資料、車站歷史資料和矢野地區的活動資訊。矢野地區當地居民成立交流廣場的利用委員會，透過舉辦活動促進當地居民的互動。
在站前廣場完成後，巴士站遷移至站前廣場。在南出口共有2座巴士站，停靠的巴士路線可前往廣電巴士前往熊野營業所、夢丘、押込、安藝矢野新城、濟生會廣島醫院。在2010年（平成22年）10月4日，廣電巴士實施時間表修正，途經矢野舊道的班次開始駛入巴士站，這些班次可前往廣島市中心內、廣島站、向洋、海田，以及矢野舊道沿線地方。
在車站靠近吳方向就有兩處平交道，當中一處沒有遮斷機和警報器。在國鐵時代曾經發生許多事故，隨後設置了警告標示和變成簡易平交道（沒有警報器和遮斷機）也沒有改善。自治體要求改善此問題。原本，通過平交道本身的道路只有2米寬，因此較難設置警報機。截至2016年，該平交道已經關閉，剩下簡易平交道。

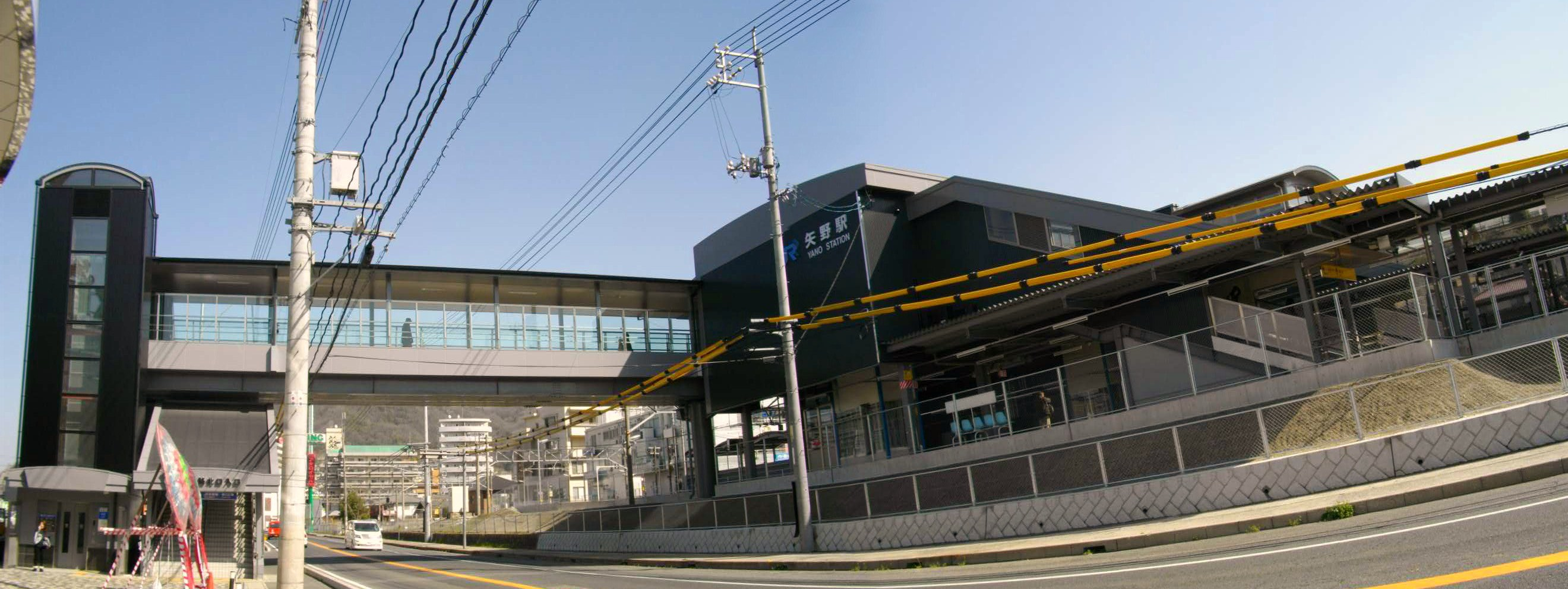
北出口（2009年2月21日）
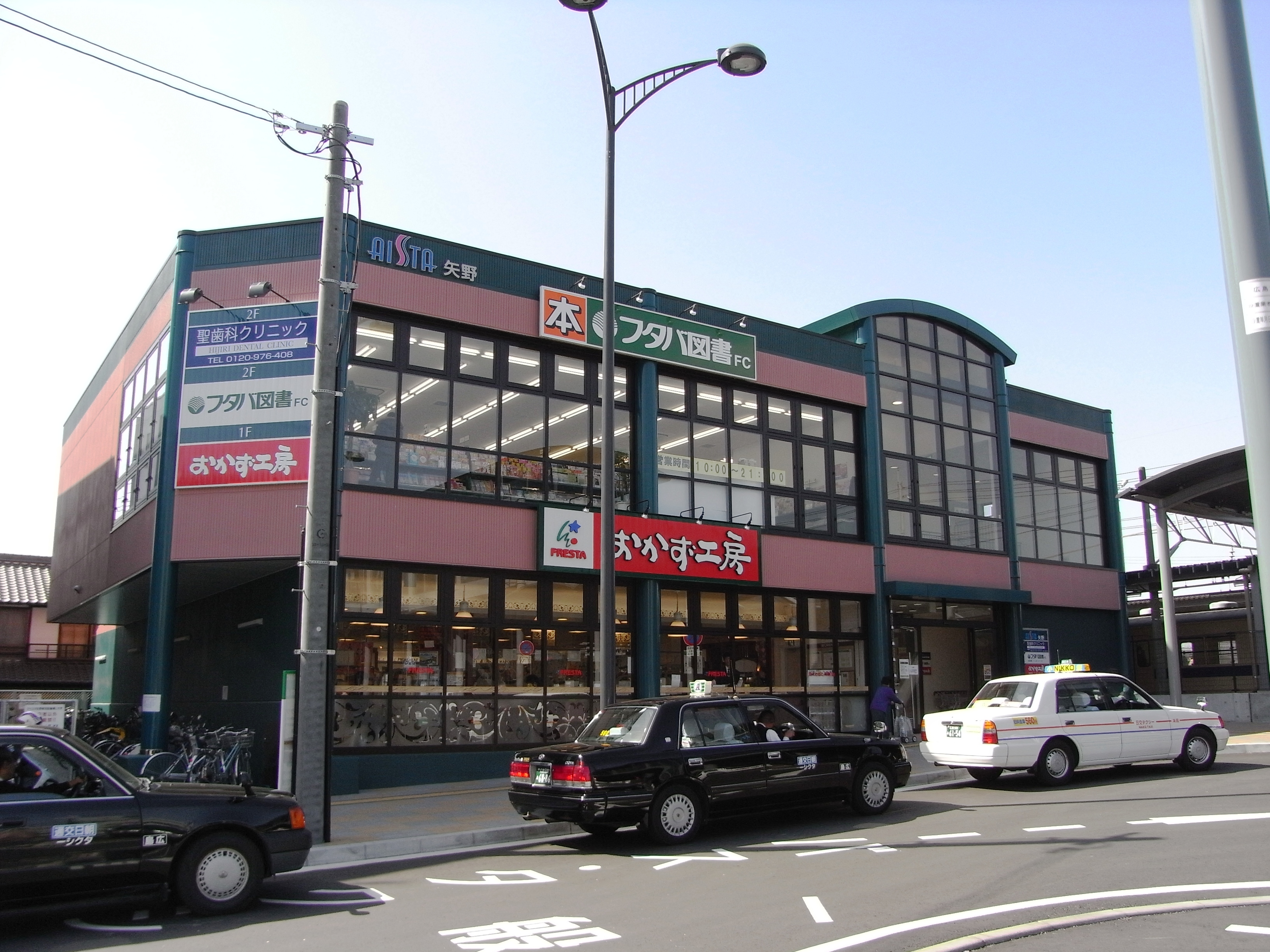
Aista矢野（2009年2月21日）
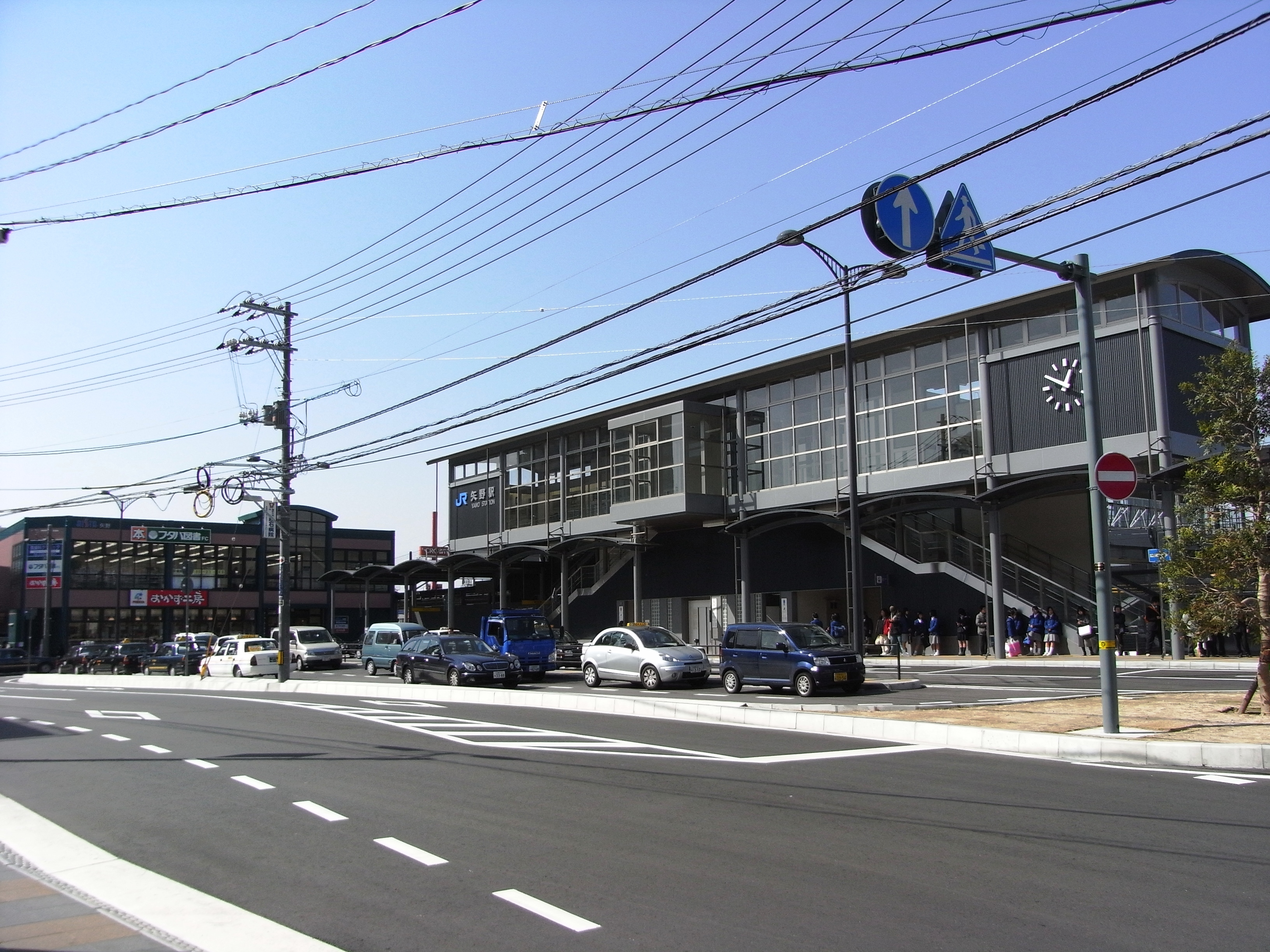
矢野站與Aista矢野（2009年2月21日）
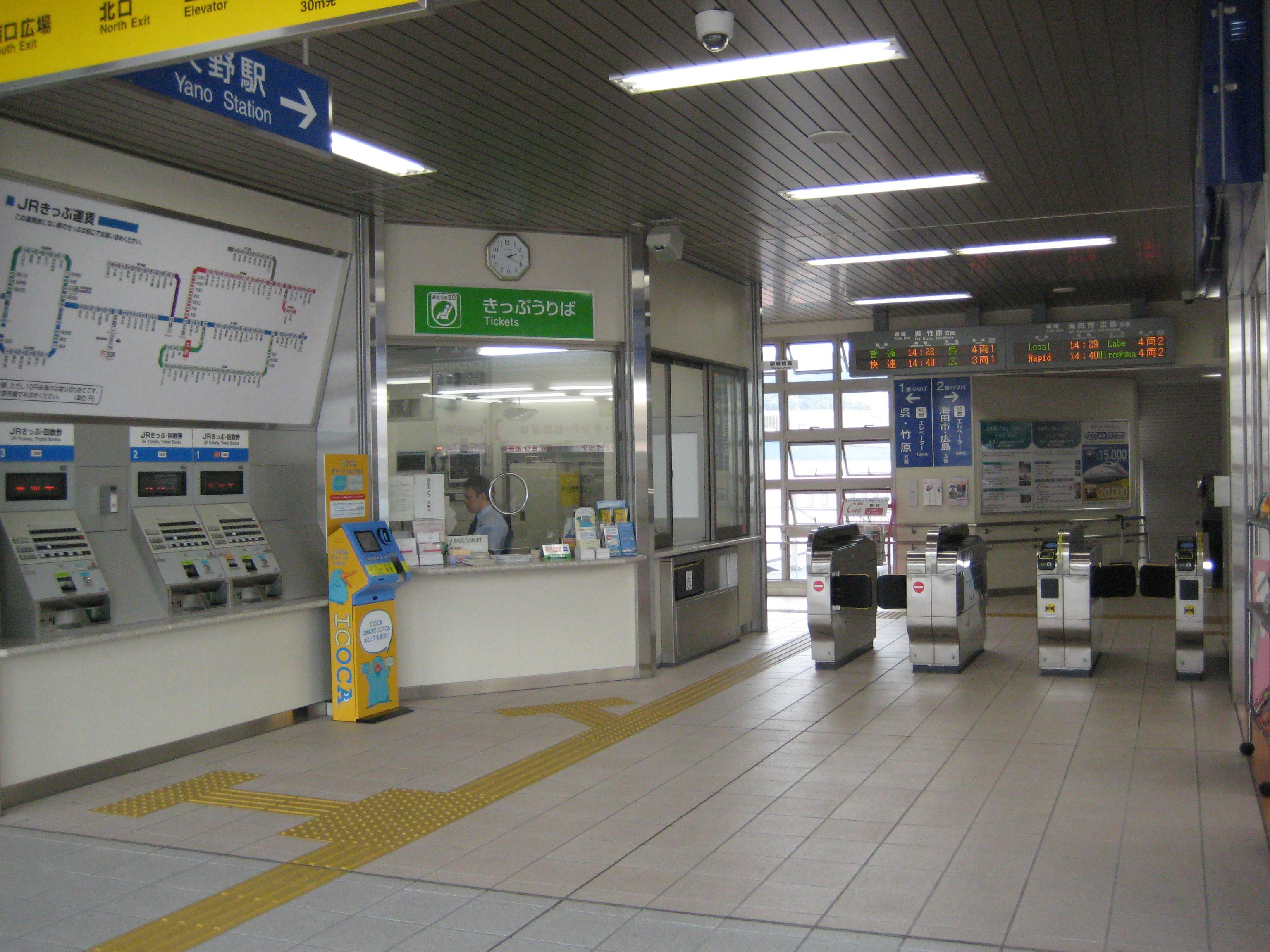
閘口（2008年8月17日）
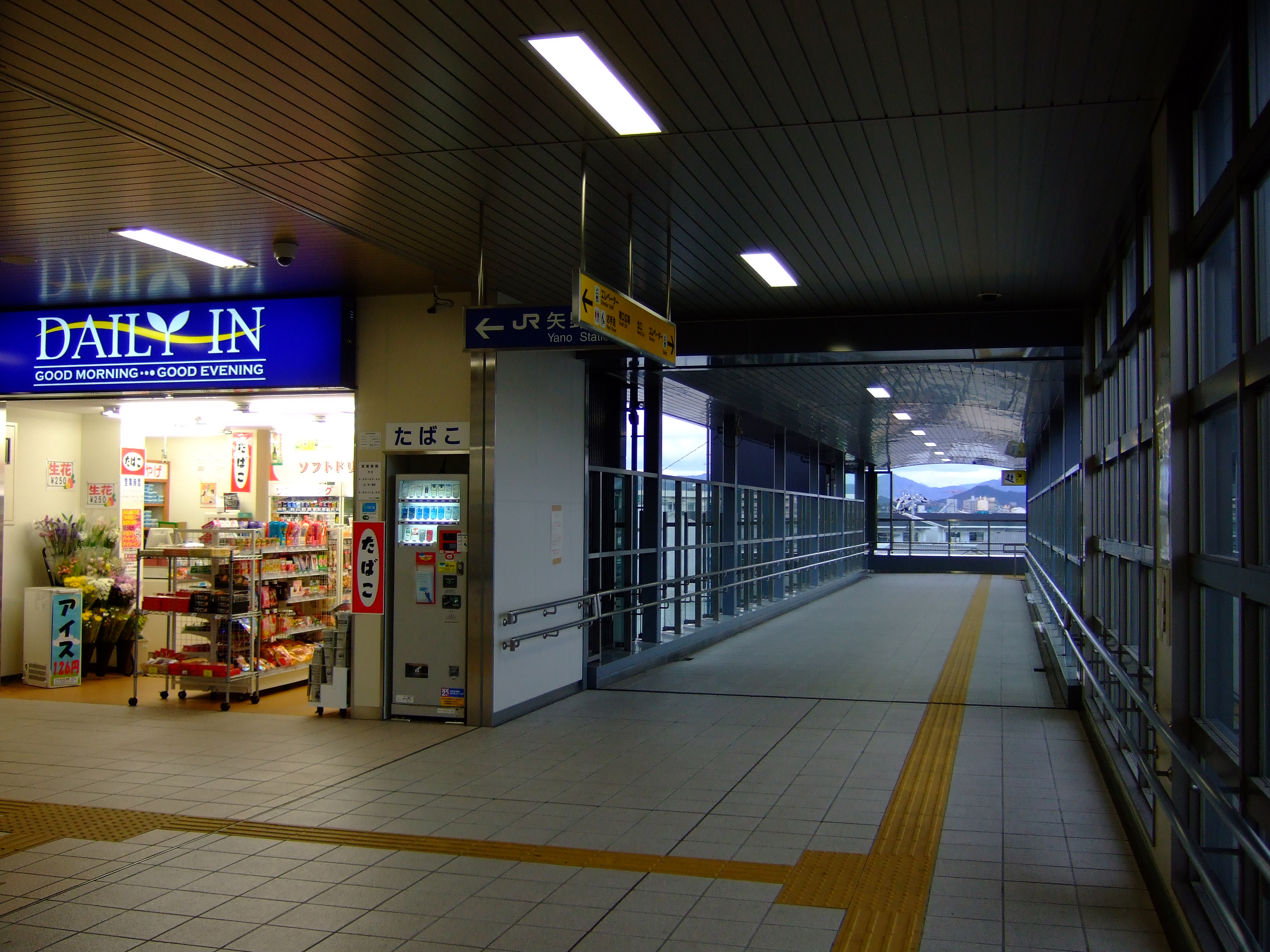
閘外行人通道（2009年2月21日）
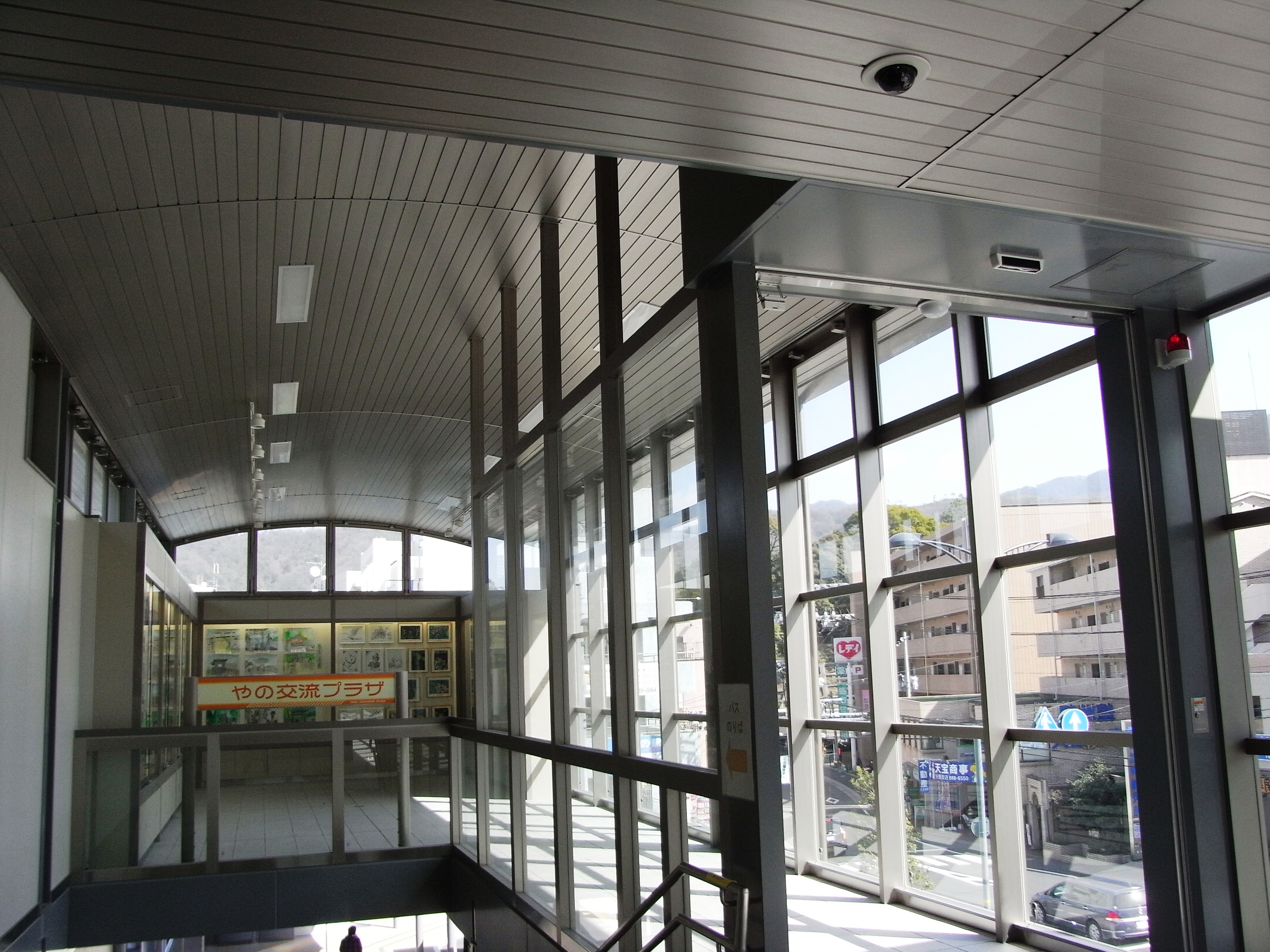
矢野交流廣場（2009年2月21日）

## 使用狀況
根據「廣島市統計書」，以下為使用人次。
| 年度               | 1日平均 乘車人次 | 1年總 人次 | 使用定期票 總數 | 使用普通票 總數 |
| ------------------ | ---------------- | ---------- | --------------- | --------------- |
| 1971年（昭和46年） | 1,274.1          | 932,642    | 700,702         | 231,940         |
| 1972年（昭和47年） | 1,473.6          | 1,075,704  | 775,108         | 300,596         |
| 1973年（昭和48年） | 1,757.3          | 1,282,816  | 891,708         | 391,108         |
| 1974年（昭和49年） | 1,988.1          | 1,451,337  | 1,024,304       | 427,033         |
| 1975年（昭和50年） | 2,099.9          | 1,537,157  | 1,013,994       | 523,163         |
| 1976年（昭和51年） | 2,286.4          | 1,669,070  | 1,083,818       | 585,252         |
| 1977年（昭和52年） | 2,213.8          | 1,616,098  | 1,013,468       | 602,630         |
| 1978年（昭和53年） | 2,194.2          | 1,601,731  | 1,019,092       | 582,639         |

以上1日平均乘車人次中，假設乘車人次和下車人次人數相同，然後把一年總數除以365（關於閏年關係，1971和1975年是366）日，並取捨至一位小數。
| 年度                | 1日平均 乗車人員 |
| ------------------- | ---------------- |
| 1979年（昭和54年）  | 2,287            |
| 1980年（昭和55年）  | 2,391            |
| 1981年（昭和56年）  | 2,574            |
| 1982年（昭和57年）  | 2,675            |
| 1983年（昭和58年）  | 2,804            |
| 1984年（昭和59年）  | 3,120            |
| 1985年（昭和60年）  | 3,414            |
| 1986年（昭和61年）  | 3,792            |
| 1987年（昭和62年）  | 4,299            |
| 1988年（昭和63年）  | 4,893            |
| 1989年（平成 元年） | 4,668            |
| 1990年（平成02年）  | 4,910            |
| 1991年（平成03年）  | 5,076            |
| 1992年（平成04年）  | 5,348            |
| 1993年（平成05年）  | 5,741            |
| 1994年（平成06年）  | 6,144            |
| 1995年（平成07年）  | 6,566            |
| 1996年（平成08年）  | 6,934            |
| 1997年（平成09年）  | 6,946            |
| 1998年（平成10年）  | 6,957            |
| 1999年（平成11年）  | 7,071            |
| 2000年（平成12年）  | 6,942            |
| 2001年（平成13年）  | 6,771            |
| 2002年（平成14年）  | 6,681            |
| 2003年（平成15年）  | 6,738            |
| 2004年（平成16年）  | 6,937            |
| 2005年（平成17年）  | 7,148            |
| 2006年（平成18年）  | 7,309            |
| 2007年（平成19年）  | 7,475            |
| 2008年（平成20年）  | 7,703            |
| 2009年（平成21年）  | 7,749            |
| 2010年（平成22年）  | 7,816            |
| 2011年（平成23年）  | 7,897            |
| 2012年（平成24年）  | 7,953            |
| 2013年（平成25年）  | 8,114            |
| 2014年（平成26年）  | 7,962            |
| 2015年（平成27年）  | 8,121            |
| 2016年（平成28年）  | 8,115            |
| 2017年（平成29年）  | 8,155            |
| 2018年（平成30年）  | 7,718            |

乘車人次圖表

## 車站周邊

### 南出口
- 鷗州塾（日语：鴎州塾）矢野校
- 造型師 進（美容室）
- 矢野站單車停泊處、停車場
- 廣電巴士　矢野站前巴士站
- 廣島市立矢野西小學（日语：広島市立矢野西小学校）
- 廣島市矢野西保育園
- MaxValu（日语：マックスバリュ西日本）矢野店（前廣電矢野店→舊Madam Joy（日语：広電ストア）矢野店）
- GEO 廣島矢野駅前店[注 4]
- 矢野站前 MEDIX大廈
  - 廣島眼鏡矢野店
  - 芝加哥薄餅　矢野站前店
  - 吳信用金庫（日语：呉信用金庫）矢野站前分店
  - 康仁藥局
  - Ono眼科
  - 藤田兒科
  - Medix齒科診所
  - 竹中診所
- Lady藥局矢野站前店（日语：レディ薬局）
- 尾崎神社
- 津丸內科醫院
- 中村皮膚科診所
- 杉屋（美容室）
- 紅葉銀行矢野分店
- 海田警署（日语：海田警察署）矢野派出所
- 廣島銀行矢野分店
- 矢野郵局

### 北出口
- 國道31號
- 陸上自衛隊海田市駐屯地（日语：海田市駐屯地）（第13旅團）
- 平田整形外科
- JA廣島市矢野
- 廣島信用金庫（日语：広島信用金庫）矢野分店
- 萬事得Autozam矢野
- 廣島豐田Corolla矢野店（日语：トヨタカローラ広島）
- U-Car矢野店

## 相鄰車站
西日本旅客鐵道（JR西日本）
 吳線
■快速「通勤快車」（只有早上下行班次）
吳（JR-Y14）→矢野（JR-Y05）－廣島（JR-Y01）
■快速「安藝路快車」、■普通
坂（JR-Y06）－矢野（JR-Y05）－海田市（JR-Y04）

## 注腳

## 外部連結
- 矢野｜車站資訊：JR出門網 - 西日本旅客鐵道（日語）